# Île Sandindere
L'île Sandindere (en espagnol isla Sandindere  et en basque Sandindere uhartea)  est le nom donné à une petite île située dans la ville biscaïenne de Busturia, dans la communauté autonome du Pays basque en Espagne.

## Description
Elle fait partie de la réserve de biosphère d'Urdaibai dans l'embouchure de la rivière Oka, sur la plage San Antonio.
C'est un affleurement rocheux du Crétacé supérieur, recouvert d'une forêt de chênes verts. C'est la plus intérieure des îles de Biscaye.